# Platysoma solivagum
Platysoma solivagum är en skalbaggsart som beskrevs av Lewis 1892. Platysoma solivagum ingår i släktet Platysoma och familjen stumpbaggar. Inga underarter finns listade i Catalogue of Life.